# Utan snö
Utan snö är en svensk kortfilm från 2011 i regi av Magnus von Horn. I rollerna ses bland andra Erik Lennblad, Louise Wehlin och Ivar Svensson.

## Handling
Polisen får ett samtal från en man som säger att han har skjutit två tonårspojkar i sin trädgård. En av pojkarna är död och den andre allvarligt skadad. Filmen skildrar vad som ledde fram till den händelsen.

## Rollista
- Erik Lennblad – Linus
- Louise Wehlin – Hanna
- Ivar Svensson – Acke
- Hampus Sikström – Grodan
- Oskar Creutz – Adrian
- Anna Wallander – Linus mor
- Claes Ljungmark – Adrians far
- Linda Hellström – Adrians mor
- Lucas Miklin – klasskamrat

## Om filmen
Filmen är löst baserat på ett liknande fall i Vallåkra. Filmen producerades av Mariusz Wlodarski och fotades av John Magnus Borge. Manusförfattare var von Horn och klippare Max Arehn. Filmen premiärvisades den 2 april 2011 på Krakóws filmfestival och juni samma år visades den på Gdynias filmfestival. Den 22 augusti 2011 hade den TV-premiär i Frankrike och på hösten samma år visades den på Uppsala kortfilmsfestival.
2011 nominerades filmen till priset Golden Pardino - Leopards of Tomorrow på Locarno International Film Festival och vann juryns pris på Leuven International Short Film Festival. 2012 nominerades filmen till en Guldbagge i kategorin Bästa kortfilm.